# Trachea enarismene
Trachea enarismene är en fjärilsart som beskrevs av Slascevskij 1911. Trachea enarismene ingår i släktet Trachea och familjen nattflyn. Inga underarter finns listade i Catalogue of Life.